# Zamek Sokolec
Zamek Sokolec – zabytkowy zamek  na Krzyżnej Górze koło wsi Karpnik w Polsce, w województwie dolnośląskim, w powiecie karkonoskim, w gminie Mysłakowice; w Rudawach Janowickich, w Sudetach Zachodnich.

## Historia
Zamek został zbudowany zapewne w XIV w. jako niewielka, lokalna warownia. Pierwsza wzmianka o nim pochodzi z roku 1364. Został zburzony w drugiej połowie XV w. (w 1460 lub w 1475 r.).
Istnienie ruin zamku wspomniała Rozalia Saulsonowa w wydanej w 1850 r. książeczce pt. „Warmbrunn i okolice jego w 38 obrazach zebranych w 12 wycieczkach przez Pielgrzymkę w Sudetach”, uznawanej za pierwszy polski przewodnik po Karkonoszach. Pisała ona: Zamku, który na tej górze od roku 1207 do 1458 istniał ślady murów jeszcze pozostały, przy czym trudno dziś określić, skąd zaczerpnęła te dwie dokładne daty. Obecnie w ruinie.